# Incident des ballons chinois de 2023

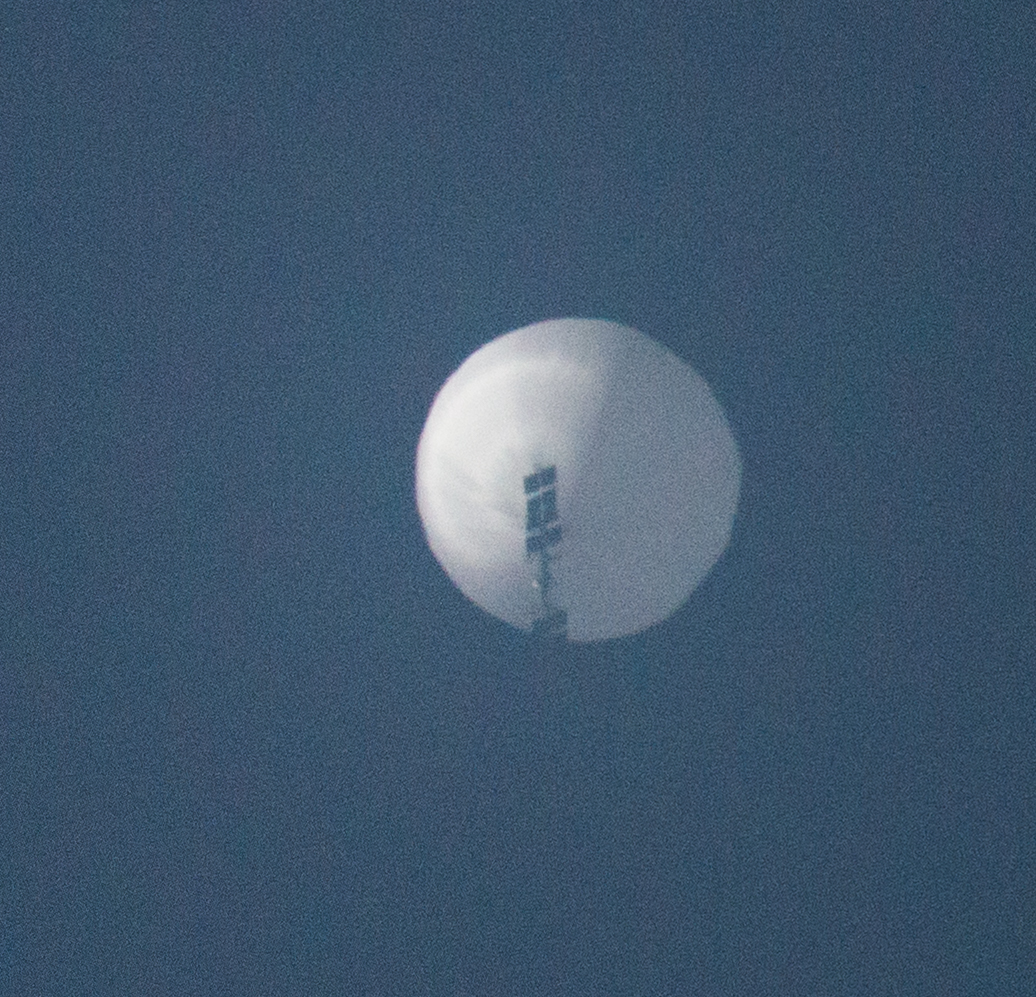
Le ballon chinois photographié depuis Billings (Montana) le 1 février 2023.

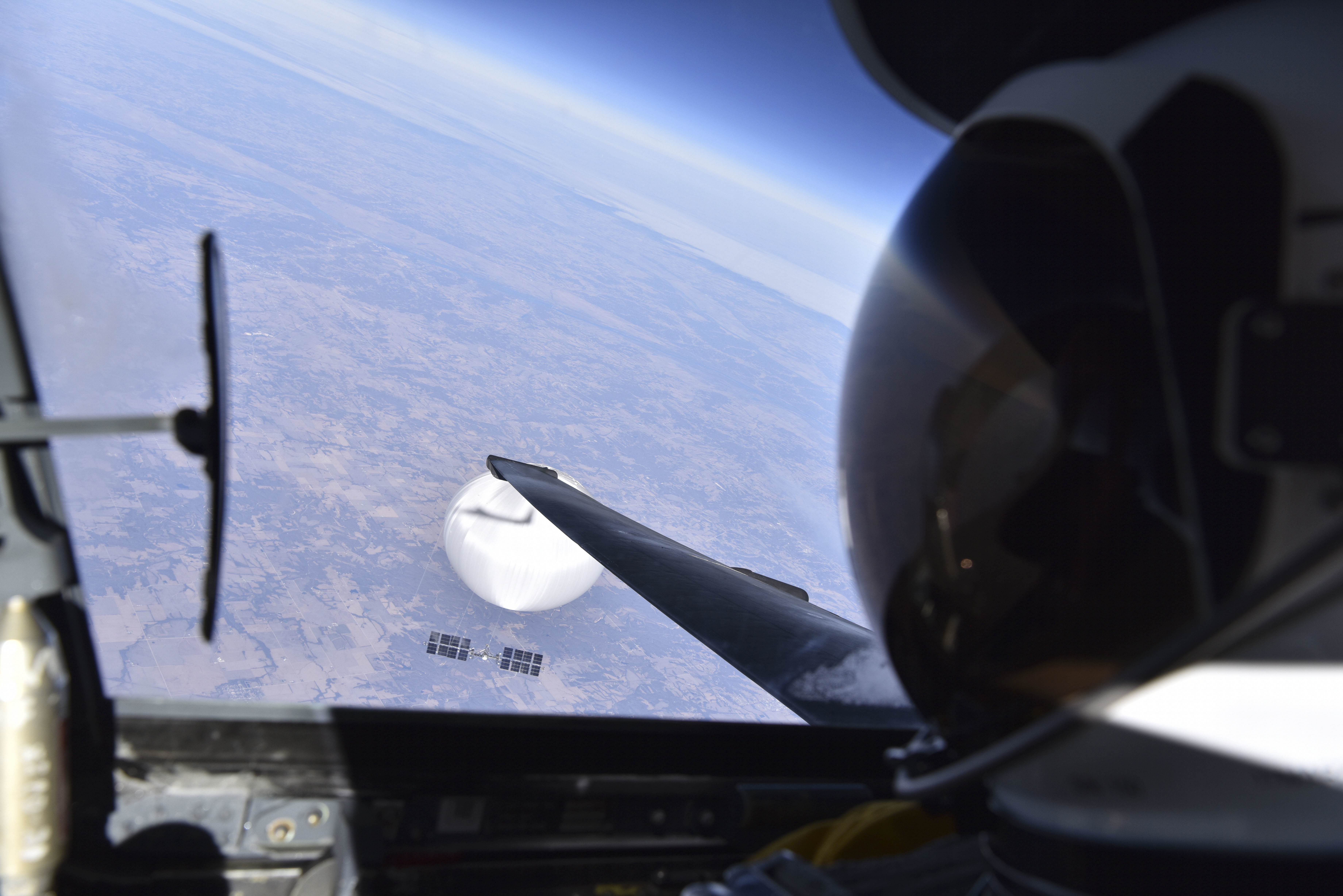
Pilote d'un Lockheed U-2 observant par dessus un ballon chinois survolant les États-Unis, le 4 février 2023.

Route possible du ballon abattu le 4 février 2023.

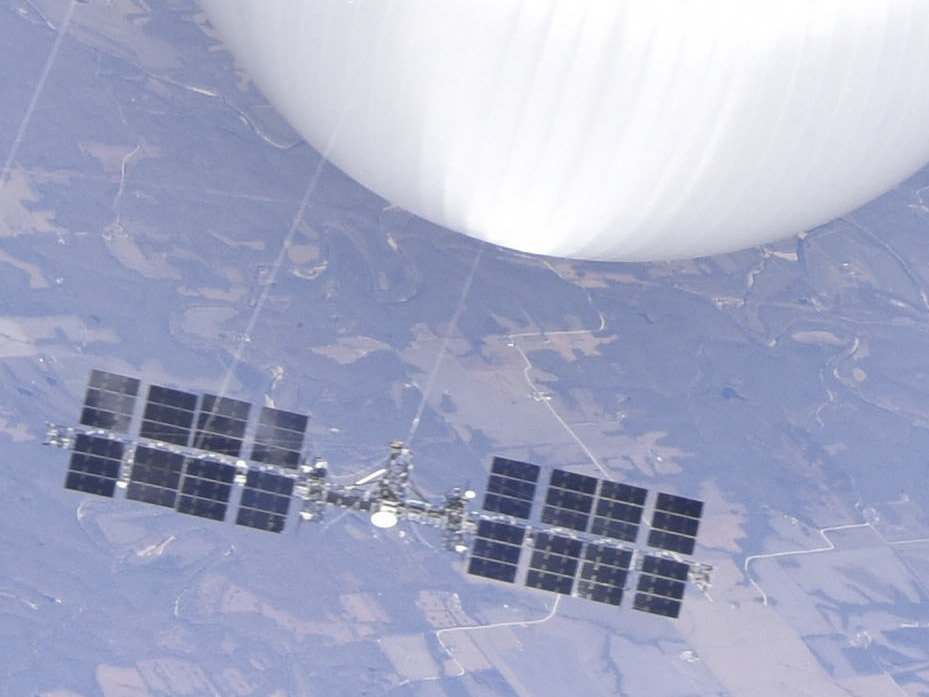
Gros plan sur la charge utile du ballon chinois.

L'incident des ballons chinois de 2023 est une affaire dans laquelle à partir du 2 février 2023, un ballon d'observation chinois dérive sur l'Alaska, puis vers l'Est des États-Unis. Le ballon, ainsi que d'autres survolant différents pays, est suspecté de servir à l'espionnage. Il s'ensuit une tension des relations diplomatiques entre les États-Unis et la Chine. Le ballon, doté d'une hélice, est décrit par le président américain Joe Biden comme transportant « deux wagons complets de matériel d'espionnage ». Un porte-parole du gouvernement américain a déclaré par la suite que le ballon n'avait transmis aucune donnée à la Chine, car il avait probablement dérivé sous l'effet du vent alors qu'il se dirigeait vers Hawaï.

## Déroulement des faits
L'affaire débute le 2 février 2023 lorsque des porte-paroles américains et canadiens de la défense ont annoncé que le NORAD suivait un ballon de surveillance au-dessus du nord des États-Unis. Le ballon à haute altitude a traversé l'Alaska, le Canada et est entré dans le Montana le 1er février. Le 3 février, il a été repéré au-dessus du Missouri, poursuivant sa route vers l'est. Le gouvernement chinois a déclaré que le ballon était un dirigeable civil utilisé pour la recherche météorologique qui avait dévié de sa trajectoire. En réponse, le secrétaire d'État américain Antony Blinken a reporté puis annulé son voyage diplomatique prévu en Chine,. Le président des États-Unis, Joe Biden, a déclaré que le ballon transportait l'équivalent de « deux wagons complets de matériel d'espionnage. »  Le ballon est propulsé par une hélice.
Le 3 février, le département de la Défense des États-Unis a déclaré qu'un deuxième ballon de surveillance survolait l'Amérique latine. Le 5 février, il est dans l'espace aérien de la Colombie.
Le premier ballon est finalement abattu le 4 février, au-dessus de l'océan Atlantique. Un deuxième ballon est abattu le 10 février, puis un troisième le 11, et enfin un quatrième le 12. Ces trois derniers ne seraient cependant pas liés à la Chine et ne porteraient pas d'instrument de surveillance selon la Maison-Blanche.
En septembre 2023, le général Mark Milley, chef d'État-Major des armées, déclare à CBS que le ballon n'a transmis aucun renseignement à la Chine, ses capteurs n'ayant pas été activés, et qu'il a probablement été dévié de sa trajectoire par le vent alors qu'il se dirigeait vers Hawaï.

## Contexte
Les ballons de surveillance, l'une des premières technologies de guerre aérienne, ont été largement utilisés par les militaires à la fin du XIXe et au XXe siècle, notamment par les États-Unis et l'Union soviétique pendant la guerre froide. Au moment de l'incident, ils ont été pour la plupart remplacés par l'avènement des satellites de surveillance et des drones, bien qu'ils aient conservé certains avantages, notamment des coûts de production et de déploiement inférieurs.

## Incident

Diagramme avec des dimensions approximatives du ballon d'observation chinois.

Le 2 février 2023, le département de la Défense des États-Unis (DoD) a annoncé qu'il suivait depuis plusieurs jours (il est précisé dans un communiqué de l'USAF la date du 28 janvier.), un ballon de surveillance à haute altitude se déplaçant vers l'est à une altitude de 60 000 pieds (18 000 m) au-dessus du nord des États-Unis, qui appartenait à la Chine. Le ministère de la Défense nationale du Canada a déclaré plus tard dans la journée que le Commandement de la défense aérospatiale de l'Amérique du Nord (NORAD) américano-canadien suivait un ballon de surveillance. Le ballon, volant bien au-dessus de l'altitude de vol commercial maximale typique de 39 000 pieds (12 000 m), a été jugé par l'armée comme ne constituant pas une menace pour l'aviation civile ou les personnes au sol,.
Le ballon a été décrit comme ayant la taille de trois bus et équipé d'une baie technologique. Un haut responsable de la défense a déclaré que le ballon avait voyagé de la Chine aux îles Aléoutiennes et à travers le nord-ouest du Canada avant d'arriver au Montana le 1er février, lorsqu'il a été repéré au-dessus de Billings. Un itinéraire possible le long de cette trajectoire, suivant les vents d'ouest dominants, a été calculé par un chercheur météorologue utilisant le modèle atmosphérique HYSPLIT (en). Le Montana est l'emplacement de plusieurs installations de missiles nucléaires, dont la base aérienne de Malmstrom, l'une des trois bases de l'United States Air Force qui exploitent des missiles balistiques intercontinentaux. Le 3 février, le ballon a été observé au-dessus du nord-ouest du Missouri, près de Kansas City.
Le 3 février, le DoD a déclaré qu'un deuxième ballon de surveillance chinois survolait l'Amérique latine. Des rapports indiquaient qu'un ballon survolait le Costa Rica, la Colombie et le Venezuela,,.

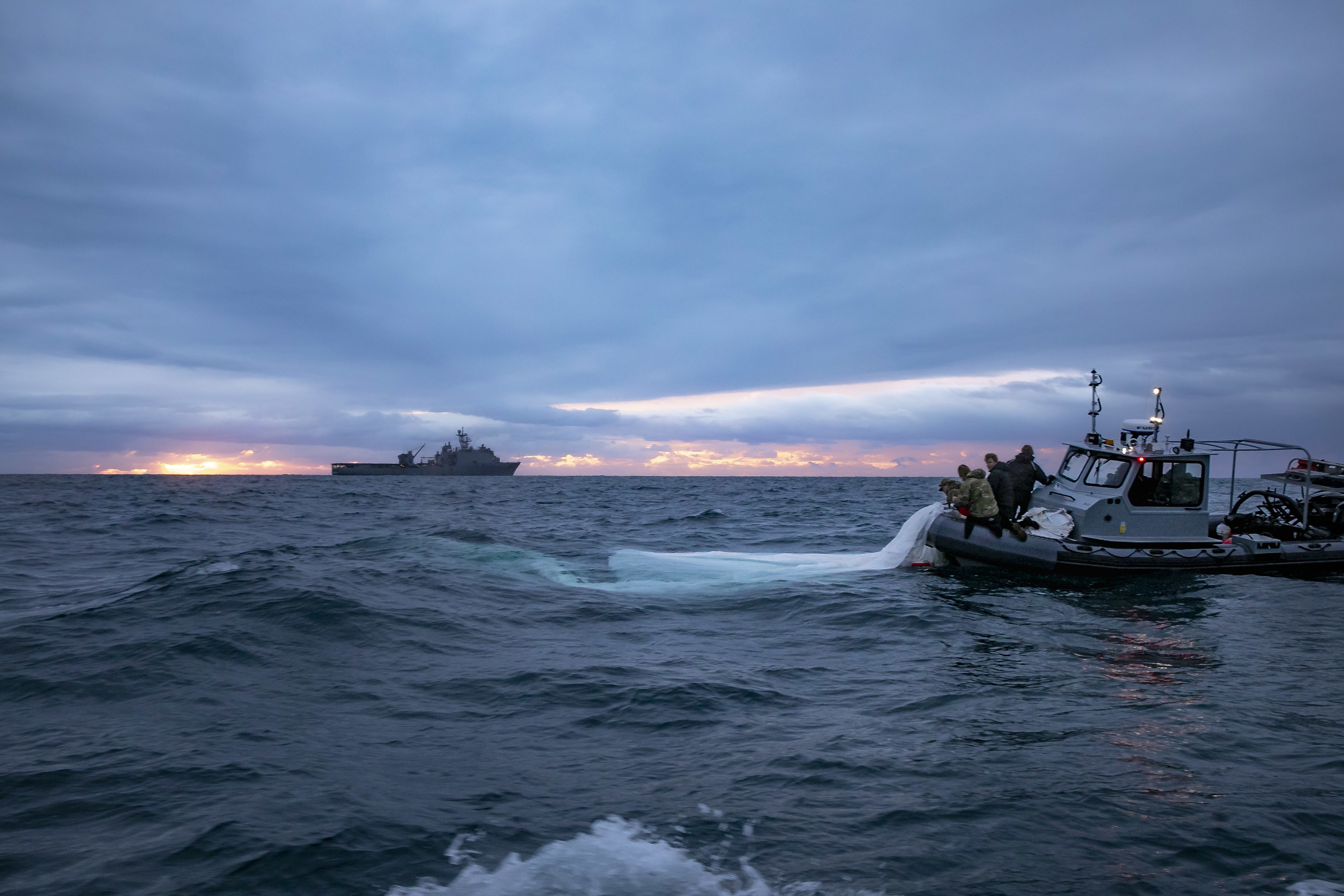
Des débris du ballon abattu le 4 février récupérés le lendemain par l'US Navy.

Le ballon est finalement abattu par un missile AIM-9 Sidewinder tiré d'un Lockheed Martin F-22 Raptor du 1st Fighter Wing basé à base aérienne de Langley le 4 février à 14 h 39 HE à 17,8 km d'altitude alors qu'il se trouve au large du Comté de Horry en Caroline du Nord. Le gouvernement américain a décidé d'attendre que le ballon se trouve au dessus de l'océan Atlantique pour minimiser les risques et annonce vouloir récupérer les débris. L'espace aérien autour du ballon volant alors de 60 000 à 65 000 pieds avait préalablement été temporairement restreint par des NOTAM. Plusieurs aéroports à proximité ont été fermés par sécurité et des restrictions ont été mises en place en mer par les gardes-côtes. Le ballon est tombé selon l'USAF à environ 10 km de la côte dans environ 15 m d'eau. La United States Navy déploie le destroyer USS Oscar Austin (DDG-79), le croiseur USS Philippine Sea (CG-58) le Landing Ship Dock USS Carter Hall (LSD-50) de la classe Harpers Ferry pour les opérations et les débris transférés au laboratoire du Federal Bureau of Investigation à base du Corps des Marines de Quantico. La charge utile est estimée à 900 kg.

## Nouvelles intrusions
Le 10 février 2023, un « objet cylindrique et gris argenté de la taille d'une petite voiture » est abattu au large de la côte nord de l'Alaska dans la mer de Beaufort à environ 12 000 m d'altitude par un F-22 de la base aérienne d'Elmendorf tirant un missile AIM-9X après vérification qu'il n'était pas habité.
Le 11 février 2023 à 20 h 41 GMT, un « objet cylindrique non identifié » est également abattu à 12 000 m d'altitude par un F-22 dans le Yukon au Canada, à environ 160 km de la frontière entre le Canada et l'Alaska. Il s'agit du premier appareil détruit lors d'une mission aérienne du Commandement de la défense aérospatiale de l'Amérique du Nord.
Le 12 février 2023, un objet volant non identifié « octogonal sans nacelle visible » volant à 6 000 m d'altitude est abattu au-dessus du lac Huron au Michigan par un missile Sidewinder tiré par un F-16 de la garde nationale aérienne du 148th Fighter Wing (en) basé à Duluth (Minnesota), décollant de la Truax Field Air National Guard Base (en) situé sur l'aéroport de Madison/comté de Dane. Le même jour, les autorités chinoises ont envoyé dans l'après-midi un message d'avertissement aux navires opérants près des coordonnées 35° 22′ N, 120° 31′ E au large de la province de Shandong demandant ces derniers d'éviter la chute de débris d’un objet volant non identifié que l'Armée populaire de libération s'apprête à abattre.
Le président américain Biden annonce le 17 février 2023 « ne pas savoir quels étaient les trois objets » supplémentaires détruits, précisant que, « pour le moment, rien ne suggère qu’ils étaient liés à la Chine ni qu’ils portaient des instruments de surveillance ».

## Réactions

### États-Unis
Les responsables américains de la défense ont envisagé d'abattre le ballon mais ont décidé de ne pas le faire en raison du risque que des débris blessent des civils au sol. Une réunion a été convoquée entre le secrétaire à la Défense Lloyd Austin, le président des chefs d'état-major interarmées, le général Mark Milley, le commandant du NORTHCOM/NORAD, le général Glen D. VanHerck (en), et d'autres commandants militaires. Le président Joe Biden a été avisé par des responsables de ne pas l'abattre, car des débris pourraient toucher des personnes au sol. Le ballon était surveillé par des avions pilotés envoyés par le NORAD, y compris l'avion d'alerte avancée Boeing E-3 Sentry (communément appelé AWACS), un avion de reconnaissance RC-135 et F-22 Raptor de la base aérienne de Nellis.
Les évènements entraînent le report, puis l'annulation d'un voyage diplomatique en Chine par le secrétaire d'État Antony Blinken.
Le Parti républicain a accusé l'administration démocrate de mollesse face à la Chine. L'ex-président Donald Trump et le président de la Chambre des représentants Kevin McCarthy ont appelé à abattre le ballon. L'ancien gouverneur démocrate de l'État du Montana, Brian Schweitzer, a appelé au calme : « Être inquiet d’un ballon à l’âge des satellites n’a aucun sens. » Le Wall Street Journal a accusé le président américain de mollesse face à la Chine : « M. Biden s'est efforcé, non sans difficulté, de paraître dur avec la Chine. Mais il semble pressé de remiser cet épisode dans la boîte à souvenirs, dans le même placard que celui où il a rangé sa formidable victoire lors du retrait d'Afghanistan ».

### Canada
Des responsables canadiens et Affaires mondiales Canada ont convoqué l'ambassadeur de Chine au Canada, Cong Peiwu (en), à Ottawa tandis que le ministère de la Défense nationale a annoncé qu'il surveillait la situation aux côtés des États-Unis via le NORAD,. Les Forces armées canadiennes ont déclaré qu'il n'y avait aucune menace pour les Canadiens et que la ministre des Affaires étrangères Mélanie Joly resterait en contact avec le secrétaire d'État Antony Blinken.

### Chine
La porte-parole du ministère chinois des Affaires étrangères, Mao Ning (en), a déclaré : « Il s'agit d'un dirigeable civil utilisé à des fins de recherche, principalement météorologiques. Affecté par les vents d'ouest et avec une capacité d'auto-direction limitée, le dirigeable a dévié loin de sa trajectoire prévue. » Le gouvernement chinois a présenté ses excuses pour l'incident et limogé le directeur de l'agence météorologique, officiellement responsable du ballon.
Le journal China Daily, contrôlé par l'État, a rapporté : « Pour espionner les États-Unis avec un ballon, il faut à la fois être loin derrière pour utiliser une technologie des années 1940 et être suffisamment avancé pour contrôler son vol à travers l'océan. Ceux qui fabriquent le mensonge ne font qu'exposer leur ignorance. »
Le 17 mai 2019, un « ballon espion propulsé à très haute altitude », d'origine étrangère, a pénétré dans l'espace aérien du sud de la Chine. Un Chengdu J-10C de la force aérienne chinoise l'a abattu à l'aide d'un missile courte portée le jour même. Les débris ont été récupérés.
Le 13 février 2023, les autorités chinoises affirment que des aérostats américains avaient violé son espace aérien « plus de dix fois » depuis le début de l'année 2022. Ces incursions « ont été gérées de manière responsable et professionnelle » selon Wang Wenbin, un porte-parole de la diplomatie chinoise.

## Analyses
Le Center for Strategic and International Studies, un think-tank financé par le gouvernement américain, estime que « La Chine n'a jamais utilisé de ballons pour l'espionnage auparavant… L'explication la plus probable est qu'il s'agit d'un ballon météorologique qui s'est égaré ».
Certains experts ont émis l'hypothèse que l'armée chinoise a pu vouloir tester les défenses américaines dans cet espace aérien qui n'appartiendrait à personne (entre vingt et cinquante kilomètres de hauteur) et qui est théoriquement libre de circulation : il est en réalité contrôlé ou non en fonction des réglementations des États.
L'affaire est devenu aux États-Unis un incident diplomatique majeur. Pour la chercheuse Emma Ashford, du think tank américain Stimson Center, « tout cet incident a été exagéré », et vise pour le président Joe Biden à envoyer un message de fermeté à destination de ses alliés asiatiques et de l'opinion publique américaine, à moins de deux ans de l'élection présidentielle.